# Penthetria graciliventris
Plecia graciliventris
Espèce
Synonymes
- †Plecia graciliventris Théobald 1937

Penthetria graciliventris est une espèce fossile de mouche ou Diptère de la famille des Bibionidae ou "mouches de Saint-Marc" (ou mouches noires), et du genre Penthetria.

## Classification
L'espèce Penthetria graciliventris est publiée en 1937 par le paléontologue français Nicolas Théobald (1903-1981) dans sa thèse sous le nom Plecia graciliventris,. 

### Fossiles
L'holotype C 90 et sa contre empreinte Ni 3, de l'ère Cénozoïque, et de l'époque Éocène (38 à 33,9 Ma.) fait partie de la collection du Muséum d'histoire naturelle de Marseille et vient de la formation de Célas dans le Gard, comme l'espèce Penthetria elongatipennis.

### Reclassement
Cette espèce avait été classée dans le genre Plecia initialement. Elle a été reclassée en 2017 par J. Skartveit and A. Nel dans le genre Penthetria.

### Étymologie
L'épithète spécifique graciliventris signifie en latin « ventre mince ».

## Description

### Caractères
Diagnose de Nicolas Théobald en 1937, :

« Corps noir-brunâtre, aile brun-jaunâtre. Tête arrondie, porte une antenne cordiforme. Thorax ovale, renflé en bouclier ; dépression en U portant des poils espacés. Abdomen grêle, cylindrique, allongé ; 6 segments visibles, sur lesquels le contact des sternites et des pleurites est bien apparent ; le dernier segment manque. Ailes à nervation typique de Plecia (v. figure) ; branche antérieure du Rs courte, mais fortement ondulée ; nervures portant encore des poils fins ; haltères terminées par une masse en boule. Pattes longues. ».

### Dimensions
La longueur totale du corps conservé est de 7,5 mm pour une longueur totale 7,7 mm ?; la longueur de la tête 1 mm; la longueur du thorax 2 mm; la longueur de l'abdomen 4,5 mm; la longueur des ailes 6 mm.

### Affinités
L'échantillon est voisin de Plecia försteri, mais il en diffère par l'abdomen cylindrique et les ailes moins longues.

## Galerie
- Espèces sœurs vivantes du genre Penthetria.
- Penthetria funebris.
- Penthetria funebris.
- Penthetria funebris - webm : 2 min 33 s.
- Penthetria heteroptera.
- Penthetria heteroptera.

### Ouvrages
- [2017] (en) John Skartveit et André Nel, « Revision of fossil Bibionidae (Insecta: Diptera) from French Oligocene deposits », Zootaxa, Magnolia Press (d), vol. 4225, no 1,‎ 23 janvier 2017, p. 1–83 (ISSN 1175-5334 et 1175-5326, OCLC 49030618, PMID 28187637, DOI 10.11646/ZOOTAXA.4225.1.1). .<ç--Skartveit et Nel -->

### Publication originale
- [1937] Nicolas Théobald, « Les insectes fossiles des terrains oligocènes de France 473 p., 17 fig., 7 cartes,13 tables, 29 planches hors texte », Bulletin Mensuel de la Société des Sciences de Nancy et Mémoires de la Société des sciences de Nancy, Imprimerie G. Thomas,‎ 1937, p. 1-473 (ISSN 1155-1119 et 2263-6439, OCLC 786027547). .